# Cao Ly Định Tông
Cao Ly Định Tông (Hangul: 고려 정종, Hanja: 高麗 定宗; 923 – 13 tháng 4 năm 949, trị vì 945 – 949) là quốc vương thứ ba của vương triều Cao Ly tại Triều Tiên. Ông là vương tử thứ ba của Cao Ly Thái Tổ, người sáng lập nên vương triều, và sinh ra hơn một thập kỉ trước khi Cao Ly được chính thức thành lập. Mẹ của ông là con gái của một quý tộc ở vùng Chungju tên là Lưu Căng Đạt (Yu Geung-dal). Ông có tên húy là Vương Nghiêu (왕요, 王堯), tự Nghĩa Thiên (의천, 義天).
Định Tông kế vị vương huynh là Huệ Tông vào năm 945, và để nhằm làm giảm quyền lực của các ngoại thích, bao gồm Wang Gyu và Pak Sul-hui. Tuy nhiên, với việc thiếu đi sự ủng hộ của giới tinh hoa tại kinh đô Khai Thành (Kaesong), ông đã không thể tăng cường đáng kể quyền lực của vương vị.
Theo Cao Ly sử, vào năm đầu tiên trị vì của Định Tông (năm 946), "tiếng sấm từ trống trời" vang lên ở phía bắc khiến hoàng cung Khai Thành bị náo động lớn. Đó có lẽ là do vụ phun trào núi lửa thiên niên kỷ của núi Trường Bạch trong lãnh thổ Định An Quốc (đời vua Liệt Vạn Hoa). Khai Thành cách núi lửa Bạch Đầu (Baekdu) trong dãy núi Trường Bạch khoảng 470 km, khoảng cách mà người ta có thể nghe thấy vụ phun trào thiên niên kỷ. Năm đó trời ầm ầm kêu gào hai lần, Định Tông khiếp sợ đến mức phải hạ lệnh đại xá toàn quốc Cao Ly. Những người bị kết án đều được triều đình Cao Ly ân xá và giải thoát.
Năm 946, ông đem 70.000 bao ngũ cốc từ kho lương của vương thất để hỗ trợ cho Phật giáo tại đất nước. Năm 947, ông muốn biến Bình Nhưỡng thành Tây Kinh (Seoyeong) của Cao Ly. Ông đã tìm cách dời dô từ Khai Thành đến đây song đã không thành công.
Định Tông tiếp tục chính sách chống nhà Liêu (các đời vua Liêu Thái Tông, Liêu Thế Tông) của các vua đời trước. Định Tông đã huy động một đội quân Cao Ly lên phía bắc để bảo vệ biên giới phòng ngừa nhà Liêu xâm lược.
Định Tông mất khi còn khá trẻ, độ 25-26 tuổi, táng tại An lăng (安陵). Thụy hiệu Chí Đức Chương Kính Chính Túc Linh Nhân Giản Kính Trang Nguyên Văn Minh Đại Vương (至德章敬正肃令仁简敬庄元文明大王). Người em ruột của ông, vương tử Vương Chiêu (왕소) kế vị, tức Cao Ly Quang Tông.

## Gia đình
- Cha: Cao Ly Thái Tổ.
- Mẹ: Thần Minh Thuận Thành Vương thái hậu Lưu thị (신명순성왕태후 유씨; Sinmyeongsunseong).
- Hậu phi:

1. Văn Cung Vương hậu Phác thị (문공왕후 박씨), chị của Văn Thành. Bà cũng là em gái của Đông Sơn Viện phu nhân, thứ thất của Cao Ly Thái Tổ.
2. Văn Thành Vương hậu Phác thị (문성왕후 박씨).
3. Thanh Châu Nam Viện phu nhân Kim thị (청주남원부인 김씨), con gái Nguyên Phủ Kim Căng Luật, em gái Thanh Châu Viện phu nhân, vợ của Cao Ly Huệ Tông.

- Con cái:

1. Khánh Xuân Viện Quân (경춘원군; ? - 960), mẹ là Văn Thành Vương hậu, về sau bị xử tử dưới thời Cao Ly Quang Tông.
2. Công chúa không rõ danh tính, mẹ là Văn Thành Vương hậu, được gả cho người chú là Hiếu Thành Thái tử Vương Lâm Châu (con trai của Cao Ly Thái Tổ), nhưng không có người nối dõi.